# Chili (Narnia)
Chili (Engels: Ginger) is een personage uit het boek Het laatste gevecht van de kinderboekenserie De Kronieken van Narnia door C.S. Lewis.
Chili is een pratende rode kater. Hij speelt eerst tijdens de plannen van Draaier een kleine rol, Draaier vindt hem zelfs lastig. Later neemt hij samen met Rishda de macht over als Draaier begint te drinken, en loopt hij ook heel trots rond.
Rishda daagt de aanwezigen uit om een kijkje in de stal te nemen waarin Aslan zich zou bevinden. Hij zegt erbij dat het een riskante onderneming is, en dat klopt, want er staat een soldaat in de stal die instructie heeft iedere waaghals te doden.
Chili de kater meldt zich als vrijwilliger, maar in werkelijkheid zit hij in het complot, zodat de soldaat hem niets zal doen. Het loopt echter anders, in werkelijkheid is de god Tash ook in de stal aanwezig. Als Chili hem in de stal ziet, weet hij nipt te ontsnappen en hij komt krijsend de stal weer uit. Hij is daarna geen sprekend dier meer, de angst die alle Pratende Dieren in Narnia hebben. Niemand heeft hem later nog gezien.